# Marion Kische

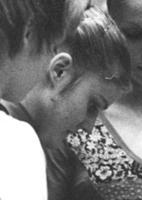
Marion Kische bei der DDR-Meisterschaft 1976

Marion Kische (* 30. März 1958 in Dresden, nach Heirat Marion Wellner) ist eine ehemalige deutsche Gerätturnerin. Ihr Heimatverein war der SC Leipzig.
Bereits bei der Weltmeisterschaft 1974 stand Marion Kische als Ersatzturnerin im Kader. 1975 gewann sie am Schwebebalken ihren ersten DDR-Meistertitel, im Mehrkampf belegte sie den dritten Platz. Auch bei der DDR-Meisterschaft 1976 erreichte sie den dritten Platz im Mehrkampf, zusätzlich gewann sie den Titel am Stufenbarren. In Montreal bei den Olympischen Spielen 1976 belegte sie den achten Platz im Achtkampf und den dritten Platz mit der Mannschaft. An zwei Geräten gelang ihr der Einzug ins Gerätefinale; sie belegte den fünften Platz am Boden und den vierten Platz am Stufenbarren.
Marion Kische heiratete und ist Mutter von vier Kindern. Die promovierte Psychologin lebt in Leipzig.